# ドッキリ!ハッキリ!三代澤康司です
『ドッキリ!ハッキリ!三代澤康司です』（ドッキリ!ハッキリ!みよさわやすしです）は、朝日放送ラジオ（ABCラジオ）で毎週月曜日から木曜日までの午前中に放送されている生ワイド番組。三代澤康司（朝日放送テレビアナウンサー→フリーアナウンサー）の冠番組で、現在の放送時間は9:00 - 12:00である。
通称は『ドキハキ』。2004年10月2日の第1回から2009年7月4日までは毎週土曜日の午前中のみ、2009年7月10日から2019年3月29日までは、月 - 金曜日の午前中に放送されていた。

## 概要
三代澤は、2004年9月まで10年間にわたって、テレビで『ワイドABCDE〜す』シリーズの司会を担当。同シリーズの終了を機に、先輩アナウンサー・道上洋三（『おはようパーソナリティ道上洋三です』パーソナリティ）の次の世代を担うラジオパーソナリティの1人として、2004年10月2日から当番組を担当している。
当初は毎週土曜日の6:30 - 9:50に生放送（以下「土曜版」と略記、後に10:00まで延長）。3時間を越える生放送を、三代澤が1人で取り仕切っていた。しかし朝日放送ラジオでは、2009年7月に異例の大型改編を実施。同月6日からは、その改編の一環として、平日の帯番組（以下「平日版」と略記）に改められている。
平日版への移行後は、三代澤に加えて、幅広い年齢層のパートナーが日替わりで1名ずつ出演。後述の事情で2013年4月3日から桂南天を水曜日のパートナーに起用するまでは、パートナーが全員女性だった。ただし三代澤は、土曜版に続いて、平日版でも提供クレジットの読み上げ・メッセージの受付告知などを一手に担っている。その一方で、生放送を終えると、リスナーとの交流などを目的に近畿各地の商店街やイベント会場をたびたび訪問。翌日（金曜日の場合には翌週月曜日）の放送のオープニングトークで、訪問の一部始終を話すことも多い。
また、平日版では、三代澤の後輩アナウンサーで経済記者でもある島田大が不定期で経済関連のニュースを解説。同じく後輩の堀江政生が政治記者として朝日新聞東京本社政治グループに出向していた時期（2010年7月まで）には、堀江による電話リポートを随時放送していた。その一方で、三代澤・番組と縁の深い著名人（河内家菊水丸・山田雅人・馬場俊英など）やヘビーリスナーを続々と「ドキハキファミリー」に認定するとともに、Twitterを積極的に活用。Twitter経由で投稿されたメッセージを、放送中に取り上げることも多い。2012年6月11日からは、Facebook上にも公式アカウントを開設している。
2017年10月からのプロデューサーは、今澤圭輔（朝日放送グループホールディングスの子会社であるエー・ビー・シーメディアコム所属、放送上の愛称は「ざわわ」）。放送上は、番組スタッフ（構成作家の「ジュリー澤田」こと澤田征士など）を「ドキハキ頭脳集団」と総称している。
2015年2月27日（金曜日）には、「声で朝の元気を届けてくれるラジオパーソナリティに密着」というテーマで、『クロワッサン』（マガジンハウスが全国向けに隔週で発行している生活情報誌）のスタッフが三代澤の出勤から当番組の本番終了まで密着取材。取材の模様は、同誌4月25日号「軽やかにはじめる、朝時間のつくり方。」の52 - 53ページに写真入りで紹介された。2016年7月5日（火曜日）放送分で、土曜版からの通算放送回数が2,000回に到達。
2017年10月2日（月曜日）放送分からは、「下町の純喫茶」というコンセプトでリニューアルを実施。山田・おちあやこ・熊谷奈美（おち・熊谷は『おはよう朝日です』リポーター）を新たなパートナーに迎えたほか、南天と桂紗綾（平日版の開始当初からパートナーを務めていた三代澤の後輩アナウンサー）の出演曜日を変更した。
2018年の4月改編で桂が降板（『俺達かまいたち』の後継番組『土曜いそべ堂』へ異動）したため、平日版開始当初からのパートナーが、当番組から全員姿を消した。桂が2017年10月改編から務めていた金曜パートナーには、長らく『おはよう朝日です』のアシスタントを務めていた先輩アナウンサーの喜多ゆかりを起用したが、2019年の4月改編から当番組の放送曜日を月 - 木曜日に変更。金曜日の放送枠には、喜多と西森洋一（モンスターエンジン）がパーソナリティを務める生ワイド番組『喜多・西森のゆかいな金曜日!』を新たに編成していた。2020年10月 - 2022年9月は『横山太一のピカイチ☆ブランチ!』、2022年9月末以降は『きっちり!まったり!桂吉弥です』が金曜分の後継番組として放送されている。
なお、三代澤は2021年3月31日（水曜日）に朝日放送テレビを定年で退職したが、翌4月1日（木曜日）以降もフリーアナウンサーとして当番組のパーソナリティを続けている。その一方で、同年の10月改編でリニューアルを予定していたことに伴って、おちと熊谷が改編前週（9月第4週）の放送分で卒業。『感度良好!中野涼子です』（土曜日午後の生ワイド番組）のパーソナリティでもある中野涼子をおちの後任、この改編で終了した『よなよな…』（月 - 木曜日夜間の生放送番組）で水曜日のパーソナリティを一貫して務めてきた近藤夏子を熊谷の後任に充てた。

### 主な企画
2012年には、プラネットバルン（大阪市内で当時書籍・ムックなどの出版事業を展開していた出版社）から「ドキハキ!手帳2013」を発売。同年以降は、京阪電気鉄道・びっくりドンキー・かっぱ寿司とのコラボレーション企画（後述）を毎年実施している。美木良介考案の「ロングブレスダイエット」が話題になってからは、美木をゲストに招いたり、「ロングブレスダイエット」にちなんだ体操を放送中やイベントでリスナーに促したりすることもある。
「タスタスweek」と称した2014年6月第1週の放送（2日 - 6日）では、朝日放送ラジオが提唱する「+Radio」（プラス・ラジオ）というコンセプトと連動したラジオ向けのスポットCMを、「ドキハキ頭脳集団」が数パターン制作。朝日放送ラジオでは、同月中旬から、曜日・時間帯を問わずこのCMを放送している。
2016年3月19日正午に本放送を開始したFM補完放送（ワイドFM）を記念した特別番組『ほんまもんのワイドFMをハッキリ愛して』が在阪3局同時放送され、当番組からも三代澤が出演した。
2019年には、新語・流行語大賞に選ばれるほどの言葉を当番組から流行らせるべく、朝日放送テレビ所属の現役アナウンサーでもある三代澤に番組オリジナルのギャグを連呼させることを計画。1月9日（水曜日）放送分で三代澤のギャグが「ホンマ・ミーア!」（大阪弁で「本当」を意味する「ホンマ」とイタリア語で驚きを表現する「マンマミーア!」を組み合わせた造語）に決まる と、三代澤以外の出演者も放送中にたびたび使用しているほか、朝日放送のラジオ番組では初めてのLINE向け公式スタンプの制作・販売 や、「ホンマ・ミーアカレー」と称するレトルトカレーの商品化・販売（詳細後述）にまで発展している。同年6月2日（日曜日）の20:00  - 21:00には、『友近・山田・三代澤のホンマ・ミーアの嘘八百!』（三代澤・山田雅人に友近を加えた3人による事前収録の特別番組）がABCラジオで放送された。
関西以外の地方で放送されているラジオ番組を三代澤がradikoプレミアムを通じてプライベートでよく聴取していることや、タイタン (芸能プロダクション) に所属する太田光（爆笑問題）が当番組を認知していることなどを背景に、当番組と同じ時間帯の生ワイド番組（『大沢悠里のゆうゆうワイド』→『伊集院光とらじおと』）、『爆笑問題カーボーイ』、かつて部下（旧朝日放送のアナウンサー）だった赤江珠緒がパーソナリティ陣に名を連ねる『たまむすび』など、TBSラジオの制作でABCラジオでは未ネットの番組を話題にすることが多い。また、桂枝曾丸（和歌山放送で『しそまるの全開!金曜日』を担当）、横山雄二（中国放送アナウンサー）、沢田幸二（九州朝日放送アナウンサー）といった他局で人気のラジオパーソナリティとも盛んに交流。太田自身も、2020年1月3日にNHK総合テレビで放送された『新春生放送!東西笑いの殿堂2020』では、オープニング恒例の客席飛び込みの際に「あでー」「ホンマ・ミーア!」「横山この野郎!」と発していた。2021年6月の「ABCラジオ　リスナー大感謝まつり」（三代澤がフリーアナウンサーとして初めて臨んだ聴取率調査週間）中には、事前収録による三代澤から赤江へのインタビューの模様を7日（月曜日）と9日（水曜日）に放送したほか、10日（木曜日）放送分のゲストに桂枝曾丸と森たけし（読売テレビ出身のフリーアナウンサー）を迎えている。2022年4月29日（当番組の放送がない金曜日で、昭和の日）には、文化放送『おとなりさん』で同曜日9時台に設定されているコーナー「教えて!全国☆ラジオスター」に三代澤がゲスト出演している（リモート）。
その一方で、2024年2月1日（木曜日）からは「ジテシラProject」に全面協力。生放送に使用している朝日放送ラジオ本社の第3スタジオを、同日から「ジテシラProjectスタジオ」と称している。「ジテシラProject」は、大阪府内における自転車保険への加入率・自転車乗車時のヘルメット着用率の向上を目的に「大阪府自転車安全利用推進委員会」（朝日放送ラジオが大阪府・オージーケーカブト・au損害保険・あさひと共同で2024年2月1日に発足）が同日から2026年7月まで展開しているプロジェクトで、三代澤自身も同委員会から2024年2月1日付で「あんしん自転車大使」に任命。木曜日では任命の初日から、このプロジェクトと連動したコーナー（「みよちゃんの自転車でGO!」）が10:20頃に放送されている。ちなみに、「ジテシラ」とは「自転車ルールの『知らんけど』を無くそう」というニュアンスを込めた略称で、プロジェクトの正式名称には「世界一多い」とされる458文字（539語）が使われている。

## 放送時間
- 2004年10月2日 - 2007年3月31日 毎週土曜日 6:30 - 9:50
- 2007年10月6日 - 2009年7月4日 毎週土曜日 6:30 - 10:00
  - 後枠で放送されていた『なるみのもっとキレイになりたい!』の終了を機に、放送時間を延長。
- 2009年7月6日 - 2010年4月2日 毎週月曜日 - 金曜日 9:00 - 13:20
  - 放送日を平日に変更したうえで、前番組『全力投球!!妹尾和夫です』の放送枠を継承。
- 2010年4月6日 -  2019年3月29日 毎週月曜日 - 金曜日 9:00 - 12:00
  - 平日の9時台 - 17時台に放送する生ワイド番組の大規模な再編によって、放送枠を午前中に集約。
- 2019年4月1日 -  毎週月曜日 - 木曜日 9:00 - 12:00（いずれもJST）
  - 金曜日の放送枠を『喜多・西森のゆかいな金曜日!』（『ゆか金』）に充てることから、週4日の放送に変更。金曜日の放送枠では、当番組から切り離された後に、『ゆか金』から『横山太一のピカイチ☆ブランチ!』を経て2022年9月30日から『きっちり!まったり!桂吉弥です』（タイトルを当番組に合わせた生ワイド番組）を編成する。当番組では同年9月21日（水曜日）放送分で、『きちまり』初代パートナーの塚本麻里衣（朝日放送テレビのアナウンサーで三代澤のかつての部下）が、番組のPRを兼ねてパートナー（近藤夏子の代役）を務めた。
  - 2020年には、7月27日（月曜日） - 8月6日（木曜日）に放送時間を10分短縮（9:00 - 11:50）。11:50 - 12:00には、三代澤の後輩アナウンサー・武田和歌子の出演による『高校野球スペシャル　届け!この夏の想い』（第102回全国高等学校野球選手権大会の中止に伴って近畿2府4県の高校野球連盟が独自に開催する代替大会の速報・ダイジェスト番組）を8月7日（金曜日）まで編成した。さらに、8月10日（月曜日・山の日）から8月17日（月曜日）まで2020年甲子園高校野球交流試合（第92回選抜高等学校野球大会への出場を予定していた全32校による招待試合）を9:54から中継することに伴って、10:00以降に第1試合を開催する10日 - 8月12日（水曜日）および17日に当番組を9時台（9:00 - 9:54）のみ放送。後述するパートナーは出演せず、土曜版時代と同じく、三代澤が単独で進行した。
    - 2020年8月10日には、甲子園高校野球交流試合の開幕戦（花咲徳栄高等学校対大分県立大分商業高等学校戦）に先立って両校のベンチ入り選手だけが参加する開会式が9:15 - 9:30に催されたことから、三代澤の後輩アナウンサー・伊藤史隆の実況による開会式の生中継を当該時間帯に挿入した。

  - 日本国内における新型コロナウイルス感染拡大の影響で2020年7月から1年間延期されていた2020東京オリンピックの開催期間（2021年7月23日 - 8月8日）および直前には、以下の民放ラジオ統一番組（いずれも事前収録）を単独番組として当番組の直後に編成する関係で、当番組の放送時間を短縮している。
    - 7月12日（月曜日） - 7月22日（木曜日） 9:00 - 11:57（『直前!東京2020オリンピック情報』の午前放送分[11]を11:57 - 12:00に編成）
    - 7月26日（月曜日） - 8月5日（木曜日） 9:00 - 11:50（『東京2020オリンピックリポート』[12]を11:50 - 12:00に編成）

## レギュラー出演者

### パーソナリティ
- 三代澤康司（朝日放送テレビアナウンサー→フリーアナウンサー）
  - 当番組の金曜枠を『ゆか金』に充てた2019年度からは、テレビ・ラジオで金曜日の定時ニュースを随時担当するようになったため、勤務シフトによっては『ゆか金』（2020年10月以降は後継番組『横山太一のピカイチ☆ブランチ!』）内の「ABCニュース」にも出演することがあった。
  - 2020年の誕生日（4月14日）で朝日放送グループの定年（60歳）に達したため、2020年度末（2021年3月31日）に朝日放送テレビを定年で退職。退職を機に個人事務所を設立したため、退職後もフリーアナウンサーとして出演を続けている。その一方で、フリーアナウンサーへ転身してからは、当番組の本番前に『朝生ワイド す・またん!』（森がMC陣に名を連ねる読売テレビ平日早朝の生放送番組）へ月に1回程度出演している。

### パートナー

#### 現在
- 月曜日 : 中野涼子（ディスクジョッキー、2021年9月27日 - ）
  - 朝日放送ラジオでは、当番組のパートナーへ起用される前から、毎週土曜日に『感度良好!中野涼子です』へ出演中。
- 火曜日 : 山田雅人（漫談家・タレント・俳優、2017年10月3日 - ）
  - 当番組にはパートナーへ起用される前にも随時登場していて、当時から「ドキハキファミリー」に数えられていた。ちなみに、在阪局制作の番組へのレギュラー出演は、テレビ・ラジオを通じても20年振りである[13]。2019年10月14日（月曜日・体育の日）放送分にも、副鼻腔炎の手術を受けるために入院したおちあやこ（当時の月曜パートナー）に代わって出演。
  - 当番組へのレギュラー出演開始を機に、「こうせつ市場」という漫才コンビを三代澤と共に結成。2019年7月からは、「三代澤・山田の背水の陣～TITAN（タイタン）への道～」と称したライブイベントを積極的に開催している（詳細後述）。
- 水曜日 : 近藤夏子（シンガーソングライター、2021年9月29日 - ）
  - 朝日放送ラジオでは2021年9月22日まで、毎週水曜日に北村真平（朝日放送テレビアナウンサー）とのコンビで『よなよな…』のパーソナリティを務めていた。
  - 同じ事務所（アソビシステム）に所属しているきゃりーぱみゅぱみゅの代表曲に『ファッションモンスター』があることにちなんで、当番組で水曜日に限って11:50頃を中心に流れるジングルでは、この曲のメロディーに『ハクション大魔王』（関西地方ではフジテレビ→読売テレビで放送されていたタツノコプロ制作のテレビアニメシリーズ）で「大魔王」が壺から飛び出る際の掛け声を重ねながら「井戸から飛び出てジャジャジャーン　『シンガーソングライター』改め、『おしゃべりモンスター♪』近藤夏子です」という自己紹介を披露している。
- 木曜日 : 桂南天（落語家、2013年4月6日 - 、2017年9月30日までは水曜日に出演）
  - 木曜分の後枠（「ABCパワフルアフタヌーン」の木曜枠）に『ますだおかだ増田のラジオハンター!』が編成されるようになってからは、メインパーソナリティの増田英彦（ますだおかだ）が、タイトルコールに続いて「三代澤南天さん、お疲れ様でした」と挨拶することが恒例になっている。

#### 過去
- 足立敦子（料理研究家）
  - 2009年7月5日～2017年9月26日・火曜パートナー。降板後の2019年4月からは、当番組と放送時間の大半が重なる『ハッピー・プラス』（ラジオ大阪）水曜日の「ハッピーブランチプラス」（10時台後半のコーナー）に、月2回のペースで出演している。
- 牧野エミ（舞台女優）
  - 2009年7月6日～2012年11月14日・水曜パートナー。
  - 過去に初期段階の乳がんを患っていたことから、2011年6月29日の放送中に、がん細胞が肝臓など数ヶ所に転移していることを告白した。
  - 2012年11月17日に肝臓がんのため53歳で急逝した。当番組では、死去翌週の水曜日（11月21日）に、松尾貴史をゲストに迎えて「牧野エミ追悼スペシャル」を放送した[注釈 5]。
  - 水曜日では、牧野の急逝後から2013年3月31日放送分まで、パートナーを立てずに三代澤だけで生放送を進行していた。
- 関根友実（朝日放送出身のフリーアナウンサー）
  - 2009年7月7日～2017年9月28日・木曜パートナー。2018年4月からは、火曜日の後枠（「ABCパワフルアフタヌーン」）で新たに放送される『森脇健児のケンケン・ゴウゴウ!』で、森脇健児のパートナーとして朝日放送ラジオ制作番組へのレギュラー出演を再開した。
- 土谷多恵子（ラジオパーソナリティ）
  - 2009年7月8日～2017年9月29日・金曜パートナー。
- 桂紗綾（朝日放送テレビアナウンサー）
  - 2009年7月4日放送分から月曜パートナーとして出演した後に、2017年10月6日から金曜に異動。2018年4月改編から磯部公彦（まるむし商店）と共に『土曜いそべ堂』のパーソナリティを務めることに伴って、当番組を同年3月30日放送分で降板した。
  - 降板後の2019年1月からは、『土曜いそべ堂』への出演を同年7月まで続けながら、金曜日の早朝（当番組の本番前）に『朝も早よから 桂紗綾です』のパーソナリティと『おはようパーソナリティ道上洋三→古川昌希です』のニュースキャスターをレギュラーで担当。桂南天がインフルエンザへの感染によって当番組を休演した同年2月21日（木曜日）には、南天に代わってパートナーへ急遽復帰した。
- 喜多ゆかり（出演当時は朝日放送テレビアナウンサー）
  - 2018年3月まで第1子（長女）の出産に伴う産前産後休暇を取得した後に、同年4月6日から金曜日にパートナーとして出演。当番組が、職場復帰後初めてのレギュラー番組になった[14]。
  - 2018年7月6日放送分では、当時1歳だった長女を連れて生放送に臨んだため、放送中に長女の声が何度も流れた。「平日に夫婦揃って働きに出ている」という喜多家の事情で朝日放送の勤務日に長女を預けている保育園が、当日の早朝から大阪市周辺で降り続いた大雨の影響で臨時休園を余儀なくされたことによる。喜多自身も、放送中に上記の事情を自ら説明。リスナーからは、一連の対応に好意的なメッセージが相次いで寄せられた[15]。
  - 当番組には、金曜日の放送を終了する2019年3月29日まで出演。翌週（同年4月6日）からは、金曜日の放送枠で新たに編成される『喜多・西森のゆかいな金曜日!』で、西森と共にパーソナリティを務めていた。その間に第2子を懐妊したため、同年11月上旬から2度目の産前産後休暇を取得。2021年12月に東京支社への異動を発表した。
- おちあやこ（タレント）
  - 2017年10月2日〜2021年9月20日・月曜パートナー。
- 熊谷奈美（リポーター）
  - 2017年10月4日〜2021年9月22日・水曜パートナー。

### 休演期間中の対応
全国高等学校野球選手権大会全国大会の期間中には、朝日放送ラジオが全試合を中継する関係で当番組を休止。三代澤も休暇を取るため、平日の午前中（開催2週目）に中継予定の試合が中止になったり休養日に該当した場合には、三代澤以外の朝日放送アナウンサーと当該曜日のパートナー（後述）の出演による「スペシャルバージョン」を放送することがある。2022年8月17日（水曜日）は、3回戦と準々決勝の間の休養日が当初の予定通り組まれたことから、柴田博と平野康太郎（同年度入社のアナウンサー）によるコンビで放送した。
2014年には、三代澤が体調不良で出演を見合わせた4月17日・6月26日（いずれも木曜日）・6月27日（金曜日）放送分で、島田がパーソナリティ代理を担当していた。さらに、6月27日の放送では、三代澤が髄膜炎の治療を目的に2週間程度入院と静養に充てることを公表。同月30日（月曜日）から7月15日（火曜日）までの放送では、番組タイトル・パートナー・コーナー構成を変更せずに、三代澤が復帰するまで以下の後輩アナウンサーが日替わりでパーソナリティ代理を務めた。
- 6月30日（月曜日）・7月9日（水曜日）：橋詰優子
- 7月1日（火曜日）：中邨雄二
- 7月2日（水曜日）・7月8日・7月15日（いずれも火曜日）：柴田博
- 7月3日（木曜日）：島田大
- 7月4日・7月11日（いずれも金曜日）：伊藤史隆
- 7月7日・7月14日（いずれも月曜日）：堀江政生
- 7月10日（木曜日）：上田剛彦

2015年には、三代澤が朝日放送での勤続30年に伴う特別休暇を取得する関係で、3月23日（月曜日） - 27日（金曜日）の放送を休演。休演期間中は以下のコンビで放送した（●は当該曜日のレギュラーパートナー）。
- 3月23日（月曜日）：桂紗綾●、桂南天
- 3月24日（火曜日）：足立敦子●、喜多ゆかり
- 3月25日（水曜日）：桂南天●、土谷多恵子
- 3月26日（木曜日）：関根友実●、桂紗綾
- 3月27日（金曜日）：土谷多恵子●、橋詰優子

2016年には、三代澤がインフルエンザへの罹患によって朝日放送ラジオから出勤停止措置を講じられたため、12月19日（月曜日） - 22日（木曜日）の放送を休演。休演期間中は、以下のアナウンサーが日替わりでパーソナリティ代理を務めた。
- 12月19日（月曜日）：楠淳生
- 12月20日（火曜日）：伊藤史隆
- 12月21日（水曜日）・12月22日（木曜日）：中邨雄二

2020年には、木曜パートナーの南天が持病の手術と療養を理由に、6月18日から7月9日まで4週間にわたって休演。休演期間中は、当番組と縁の深い以下の人物を、週替わりでパートナー代理に迎えていた。
- 6月18日：森たけし
- 6月25日：桂佐ん吉
- 7月2日：山本浩之
- 7月9日：桂枝曾丸

また、三代澤が11月第2週に休暇を取得したことに伴って、当該週（16日 - 19日）の放送では後輩アナウンサーの横山太一がパーソナリティ代理を担当。担当終了の翌日（20日）には、本来のレギュラー番組である『横山太一のピカイチ☆ブランチ!』（『喜多・西森のゆかいな金曜日!』の後番組として10月9日から放送）のパーソナリティも務めた。
2024年には、三代澤が「『ホンマミーア・カレー』（詳細後述）の今後の展開に向けた模索」との名目で、5月の第3週に休暇を取得。この期間中の放送では、過去にパーソナリティを代行した朝日放送テレビのアナウンサーから、以下の人物を代役に立てていた。
- 5月13日：堀江政生（職制上は嘱託扱いの「シニアアナウンサー」）
- 5月15日・14日：柴田博
- 5月16日：伊藤史隆（シニアアナウンサー）

また同年末より翌年にかけて三代澤やパートナーが体調不良で相次いで休演し、以下の人物が代演した。
- 12月18日（水曜日）：近藤夏子→中野涼子
- 12月19日（木曜日）：三代澤康司→伊藤史隆
- 12月23日（月曜日）：三代澤康司→堀江政生
- 12月26日（木曜日）：桂南天[注釈 7]→桂天吾（南天の弟子）
- 2025年2月3日（月曜日）：三代澤康司→藤崎健一郎
- 2月12日（水曜日）：近藤夏子→なし（「じゃんけんレンジャー」から森たけしが参加）

#### パートナーに本物の九官鳥
土曜版では、三代澤にアシスタントを付けなかったこともあって、九官鳥の「きゅーちゃん」とともに放送。「『九官鳥』がいるという設定で効果音を相槌代わりに使う」という演出ではなく、本物の九官鳥をスタジオに入れていた。2005年11月の「ABCラジオまつり」（毎年秋に万博記念公園で開催される無料公開イベント）では、三代澤の紹介で「きゅーちゃん」の実物が一般客に披露された。
当番組を聴いていた制作畑出身の西村嘉郎（当時の朝日放送社長）の意向などから、「きゅーちゃん」は、三代澤が自宅で飼育。放送のたびに、自宅から連れて来ていた。2005年末に自宅の鳥かごから逃げてしまってからは、代わりの九官鳥を手配せず、平日版への移行後は日替わりで人間のパートナーを付けている。

## 主なコーナー
公式サイト内の「コーナー紹介」 に記載されている内容を参照。時刻は目安。
- オープニング（9:00）
  - 南こうせつ（2014年4月9日※「今日のスペッシャル!」にも出演）、香取慎吾（2014年9月19日※前日収録。三代澤がよく観覧するシルク・ドゥ・ソレイユの公演「ダイハツ・オーヴォ」の宣伝で）、清水健（2017年2月3日※「今日のスペッシャル!」にも出演）など、ゲストが出演することがある。
- みよスポ（9:35頃）
  - 放送日に関西地区で発行されたスポーツ紙の記事から、芸能・政治・事件・スポーツ関係の話題を3本程度紹介。オープニングでは、コーナータイトルの「スポ（ーツ）」にちなんで、野球のバットにボールが当たる音や野球場での歓声を組み合わせた効果音を流している。
- インフォマーシャル・リスナーからのメッセージ紹介（9:55頃）
- ドキハキ体操（10:00）
  - ロングブレスダイエットにちなんだ番組オリジナルの体操で、女性の声による音源を、10時の時報明けに放送。三代澤を初めとする出演者も体操に取り組んでいるため、放送では彼らの深呼吸から生じる音も流れる。当初は時報の1分前（9:59）に音源を流していたため、体操が終了すると、時報CMをはさんで時報を放送していた。
- みよちゃんの言うたもん勝ち（10:20頃）
  - 木曜日では2024年2月1日から、「みよちゃんの自転車でGO!」（前述）をこの時間帯に放送。
- 今日のスペッシャル!（10:30頃）
  - 「ドキハキファミリー」やゲストを招くこともある。2019年3月26日（火曜日）放送分では毎日放送の現役アナウンサー・福島暢啓を当コーナーおよび「みよちゃんのなごみたいむ」「話のひき出し」（いずれも後述）のゲストに迎え[17]、2024年7月17日（水曜日）放送分では関西テレビ放送の現役アナウンサー・関純子を当コーナーのゲストに迎えた。
  - 「ピンクなエミ」（毎月最終水曜日のみ）
    - 牧野が『歌謡大全集』のパーソナリティ時代に月1回のペースで放送していたコーナーを、当番組平日版開始時に継承。当初は日替わりコーナー枠で放送されていた。タイトルの「ピンク」はピンクリボン運動にちなむが、タイトルコールは牧野が艶かしい（別の意味でピンクな）口調で言っている。
    - 牧野は、マンモグラフィーによる乳がん検査を受けていたにもかかわらず、検査先の技術の不備で乳がんの発見が遅れた。その経験から、当コーナーでは、検査体制の整った医療機関での受診を強く訴えてきた。また、自身の闘病経験にとどまらず、がんや乳がん検査にまつわるリスナーの経験談も紹介していた。
    - 牧野が前述のがん転移を告白したのは、2011年6月最終週放送分の当コーナーであった。「牧野エミ追悼スペシャル」でも、その時の音源をコーナーごと流した。
    - 牧野死去後の水曜日には、三代澤が単独で担当していた時期を含めて、2017年9月までレギュラー出演者にすべて男性を起用[注釈 8]。それでも、当コーナーは月に1回のペースで放送を続けていた。南天に代わって女性の熊谷をパートナーに迎えた2017年10月以降も継続。
    - 2023年10月29日（日曜日）16:00 - 17:00には『Changeの瞬間〜がんサバイバーストーリー』との合同特番『ドッキリ!ハッキリ!Changeの瞬間です』を放送。スタジオ進行は三代澤と『Changeの瞬間』パーソナリティの八木早希（元・毎日放送アナウンサー）で、前半は両者ともがんサバイバーである中川恵一（東京大学大学院がん専門医）と麻木久仁子（タレント）をパネラーに迎えた『Changeの瞬間』の公開収録の模様を放送。後半はスタジオゲストに小川恵理子（タレント。三代澤の大阪市立大学の後輩で、2021年秋の『桑原征平粋も甘いも』降板までABCラジオの番組に長らくレギュラー出演）を迎え、小川が2023年夏に手術した乳がんについてのトークを展開した。特番放送4日前の「ピンクなエミ」では、尺の都合でカットされた小川のトーク（乳頭の再建について）を本編に先立って放送した。

  - 「ドキハキTwitter大喜利選手権」→「ドキハキX大喜利選手権」（基本として最終木曜日に月1回実施[注釈 9]）
    - Twitter→X上の番組公式アカウントに「お題」を提示したうえで、その「お題」に対するネタツイートをリスナーから募集。寄せられたツイートの一部を三代澤と南天が順次紹介した後に「大賞」を選ぶ。「（喋りや笑いの）プロも歓迎」と銘打っているため、森たけし[18]や上方で活動する落語家[注釈 10]など[注釈 11]からのツイートも取り上げている。
    - 新型コロナウイルスへの感染拡大の影響で不要不急の外出の自粛が求められていた2020年に、在宅生活向けの特別企画として放送したところ、想定を上回る数のツイートが寄せられたため月1回ペースでの実施に変更。実施日には、本来11時台に放送される「今さらながら南天です…」（後述）もこの企画に充てられる[注釈 12]。
    - 「Twitter大喜利選手権」として第41回（2023年7月27日）まで開催された後、2023年8月31日開催分よりコーナータイトルを改めたうえで回数もリセットされた。
    - テーマ曲は、「Twitter大喜利選手権」時代は三代澤が朝日放送に入社した年に開催された1984年ロサンゼルスオリンピックのファンファーレ。「X大喜利選手権」時代はX「Joker」。
- はぴねすくらぶラジオショッピング（10:50頃）
- 日替わりコーナー（11:10頃、後述）
- ドッキリ!ハッキリ!ラジオショッピング（ジャパネットたかたラジオショッピング、11:20頃） ※番組放送日が祝日の場合は休止
- みよちゃんのなごみたいむ（11:25頃）
  - アコースティック系の楽曲をBGMに、リスナーからのメッセージを、毎回2～3通程度紹介。メッセージを紹介されたリスナーには、番組グッズの「カツカツ財布」を進呈する。三代澤（またはパーソナリティ代理）が独特の口調で「メッセージを御紹介した皆さんには、カツカツ財布を…差し上げます!」という口上を述べながら、鈴を鳴らすことでコーナーを締めくくることが特徴。
  - 2016年3月までは、朝日放送ラジオが加盟するNRNの基幹局向け企画ネット番組扱いで、久光製薬の単独提供による「久光製薬 リラックスタイム みよちゃんのなごみサロン」として放送。押尾コータローによるアコースティックギター演奏曲『そらはキマグレ』を、BGMに使用していた。同月限りで企画ネットを終了したことを機に、コーナータイトルとBGMを一新したが、コーナーの内容自体は変わっていない。
  - 2016年以降の夏季（7・8月）および冬季（11・12月）には、伊藤園がコーナースポンサーに付く関係で、「カツカツ財布」に加えて同社製のお茶をリスナーに進呈する。
- じゃんけんレンジャー（11:40頃、後述）
  - 平日版の途中までは、10:25頃に放送されていた。
- 話のひき出し（11:45頃）
  - 2016年7月から放送。放送当日の新聞記事などを基に、リスナーが頭の中の引き出しにしまっておきたくなるような話題を1つ紹介する。2017年3月31日（金曜日）までは、10時台の前半に放送されていた。
  - 2016年6月までのコーナータイトルは「こんなんおまっせ」で、リスナーから提供された情報を交えながら、放送日に予定されている主な行事やイベントを紹介。シングルやアルバムの新譜リリースが集中する水曜日には、「ドキハキファミリー」のアーティストや、三代澤や「ドキハキ頭脳集団」が注目したアーティスト・音楽ユニットの新譜から音源の一節を放送していた。岐阜県県人会でも活動している同県出身の「ジュリー澤田」（上述）がFC岐阜（当時J2所属）の応援を始めた2014年3月からは、地元局でないにもかかわらず、同球団の試合予定も随時伝えていた。
  - 当コーナーの終了後には、趣向を凝らしたジングルを放送。観客から「ドキハキ屋!」と声が掛かる歌舞伎公演風のバージョンや、外国人[注釈 13]が番組タイトルや「ジャパニーズ・オバマ[注釈 14]」などというバージョン、クラシックの楽曲[注釈 15]に乗せて観客が番組タイトルを言い拍手をするクラシックコンサート風のバージョン、「ドラえもんのうた」のイントロに乗せて大山のぶ代版ドラえもんに声が似ている土谷が喋るバージョン（2017年9月までの金曜日専用）[注釈 16]などを流している。2015年4月にはINSPiによるアカペラのジングルが各曜日ごとに作られた[注釈 17]。2020年10月からは、『SixTONESのオールナイトニッポンサタデースペシャル』（ニッポン放送の制作でABCラジオでも同時ネット）がネット局ごとに流しているラップ風番宣CM（パーソナリティの1人であるSixTONESの田中樹が作詞）のアレンジバージョン（三代澤と南天が「フトーンズ」を名乗って歌唱）も加わっている。
  - 2014年頃から2021年9月22日まで、水曜日のみ番組終了までの残り時間が極端に少ない場合を除いて、エンディングで次枠番組『桑原征平粋も甘いも』を案内していた[注釈 18]。三代澤は、パーソナリティの桑原征平がオープニングで語る内容（『粋も甘いも』水曜日担当構成作家の岡内義人からメモが送られてくる）を予告したり、番組構成上重要な出来事（桑原の休演・スペシャルゲストの出演など）があることを示唆したりすることが多かった。9月29日放送分より、岡内が『粋も甘いも』の担当を離れたことにより終了。
- ABCニュース（9:20頃、10:15頃、11:00頃）
- ABC天気予報（9時台、11時台）
  - 9時台には、朝日放送と契約している気象予報士が日替わりで登場。11時台には、三代澤が朝日放送→朝日放送テレビのアナウンサー時代から単独で担当している。
- ABC交通情報（9:50頃、10:45頃、11:35頃）

### 日替わりコーナー
日替わりパートナーが中心の企画が中心。◎は平日版の開始当初から放送。

#### 現在
- 月曜日：「仕事はつらいよ!職業別グチかるた」（2020年4月6日から）
  - 五十音のうち一文字から始まる職業の「グチ」を毎回募集し、リスナーからの「グチ」を紹介するコーナー。コーナーテーマ曲は渥美清『男はつらいよ』。
  - 翌週のコーナー序盤には、前回紹介されたリスナーの「グチ」の中から感銘を受けた作品でコントを作り、披露する。
  - 「ABCラジオスペシャルウィーク 交流戦冬の陣」初日にあたる2022年12月5日放送分の「今日のスペッシャル!」では、同日の本編と共通のお題“ら”として、“ラ”ジオパーソナリティ[注釈 19]からの「グチ」を紹介した。翌夏の聴取率調査週間でも、初日にあたる2023年6月12日放送分の「今日のスペッシャル!」で実施[注釈 20]。
- 火曜日：「山田雅人のアッパレ!偉人こぼれ話」（2017年10月3日から）
  - 偉人や著名なアスリートの人生にまつわるオリジナルの講談をライフワークに据えている山田が、演目の創作に向けた取材や調査を通じて知った偉人らしいエピソードを紹介する。
- 水曜日：「和歌る君へ」（2024年4月3日から）
  - 平安時代に詠まれた和歌から毎週一首を取り上げたうえで、和歌に込められた時代背景や人間模様などを、三代澤がわかりやすく解説する。坂本信道（京都女子大学文学部国文学科教授）が監修する企画で、企画名は「和歌」に『光る君へ』（NHK大河ドラマにおける2024年分の作品）を重ねている。
- 木曜日：「今さらながら南天です…」（2017年10月5日から）
  - 南天の出演曜日変更を機に開始。放送日から数ヶ月前に世間を賑わせた話題や、世間で「常識」とされている物事を対象に、毎回1つのテーマについて南天があえて物申す。コーナーテーマ曲は山本譲二『今更のブルース』[注釈 21]。
  - 南天の休演時は、タイトルの「南天」を代役の名前もしくは愛称（森たけし→「森ちゃん」、山本浩之→「ヤマヒロ」）に変更。

#### 過去
- 月曜日
  - 「さあやのさあやったるで!」◎
    - 桂による取材報告で、2011年9月まで放送。タイトルは、桂の名前（紗綾）にちなむ。

  - 「世界の車掌から」
    - 「みよちゃん一家のニッポン漫遊記」の前身企画。JTBのメディア直販型旅行プラン「旅物語」のうち、関西圏から出発する海外旅行のプランを、コント仕立てで毎週1つ紹介していた。タイトルは、朝日放送テレビでも放送中の『世界の車窓から』（テレビ朝日制作）にちなむ。

  - 「みよちゃん一家のニッポン漫遊記」
    - JTBの日本国内向け旅行プラン「エースJTB」から、関西圏から出発する家族向けのプランを、三代澤と桂（2017年10月2日以降はおち）が扮する「みよちゃん一家」がコント仕立てで毎週1つ紹介。2019年3月25日終了。
    - JTB公式サイト内のテレビ・ラジオ番組連動ページ では、当企画で紹介したプランのデジタルパンフレットを放送後から3週間掲載するとともに、プラン単位での申込フォームを設けていた。

  - 「みよネコ散歩」
    - 猫の"みよちゃん"に扮した三代澤と同じく猫の"あやさん"に扮したおちが、毎週1つのテーマを軸にコント仕立てで送る。
    - 番組ホームページ上から、リスナー自慢のペットの写真を募集している。毎週1名にMVP（Most Valuable Pet）が選ばれ、当日の放送上でも紹介され、オリジナルグッズがプレゼントされる[19]。2020年3月30日終了。
- 火曜日：「あつこにおまかせ!」◎
  - 足立の出演期間中を通じて放送された料理コーナーで、コーナースポンサー・上野砂糖の製品を使うことを前提に、家庭で簡単に作れる料理のレシピを足立が実演を交えて紹介。タイトルは、『アッコにおまかせ!』（TBS制作、関西地方ではMBSで放送）にちなんでいた。
  - 当コーナーで紹介したレシピは、放送終了後に コーナータイトルと同名のブログ で順次公開している。
- 水曜日
  - 「牧野エミの放浪記」◎
    - 2011年6月まで、毎月最終週以外に放送。牧野が自らの演劇人生を振り返る趣向になっていた。

  - 「石巻通信」
    - 朝日新聞との連動企画で、2011年7月から12年9ヶ月にわたって放送。東日本大震災（2011年3月11日）の被災地・石巻市（宮城県）にある同紙東京本社の石巻支局（2018年4月5日からは同支局を統括する仙台市の仙台総局）と電話をつなぎながら、三代澤が仙台総局長・石巻支局長・石巻支局駐在の記者から現地の復興状況などを訊いていた。
    - この企画が縁で、三代澤・南天による石巻への訪問（2014年秋と2016年夏）、現地の被災者に向けた南天の独演会、石巻市立大川小学校の敷地などをリスナーとバスで巡るツアー（2018年）などが実現。近藤がパートナーを務めている2023年には、『朝日新聞』3月15日（木曜日）付全国向け朝刊の「ひと」欄で、三代澤による上記の活動が「東日本大震災を伝え続ける大阪のラジオアナウンサー」というタイトルで紹介されている[20]。
    - 2024年3月27日で放送を終了。終了に際しては、翌4月以降もさまざまな形で東北地方への支援活動を続けることを三代澤が明言している。
- 木曜日
  - 「関根友実の大ボケ大賞!」
    - 平日版の途中（開始時期不詳）から2011年11月まで放送。リスナーから寄せられた失敗談を、関根が紹介していた。

  - 「ドキハキ劇場 住まいのABC!」
    - 朝日放送の関連会社・ABCハウジングとの連動企画として、2011年11月から2016年3月まで放送。三代澤と関根による寸劇を交えながら、同社と関連のある住宅メーカーの最新情報などを紹介していた。ちなみに、三代澤自身も、2012年11月から同社のテレビ・ラジオCMに出演。コーナー終了後も出演を続けている。

  - 「関根友実の週刊ブンチョウ」
    - 2016年4月から2017年9月28日まで放送。放送日時点で発売中の週刊誌に掲載された芸能人のスキャンダル・ゴシップ関連の記事をテーマに、「ドキハキ頭脳集団」が即興で書き上げた台本に沿って、三代澤と関根がショートコントを披露した。その後で、コントの元記事に取り上げられた著名人の心理や背景を、臨床心理士でもある関根が考察。タイトルは、毎週木曜日発売の『週刊文春』『週刊新潮』と、文鳥[注釈 22]にちなんでいた。
    - 「芸能通でゴシップ好きを自認する関根が、臨床心理士の立場から芸能人の心理を分析する」という趣向は、『森脇健児のケンケン・ゴウゴウ!』内の芸能情報コーナー「週刊・芸能茶飲み話」にも引き継がれている。
- 金曜日
  - 「ドキハキ くらしの大事典」
    - 2012年4月から2015年9月まで、11:15頃から5分程度放送していた大阪ガスの1社提供コーナー。放送当日の記念日など、季節にまつわる話題を紹介してから、同社関連のインフォマーシャルに充てていた。

  - 「多恵ちゃんにたのもう!!」◎
    - 土谷の出演期間中を通じて放送されたコーナーで、リスナーから寄せられた疑問や質問に、人生経験豊かな土谷が回答。平日版の放送を開始するまで土谷が桂南光（南天の師匠）とパーソナリティを務めていた『歌謡大全集』[注釈 23] 内のコーナー「分からんことは多恵ちゃんに聞け」を、事実上引き継いでいる。
    - 柔道の道場破りにおける掛け声（たのもう）を連想させるタイトルにちなんで、オープニングでは、『柔道一直線』（桜木健一）の一部をテーマソングに使用。2015年9月までは11:05頃、以降は11:15頃から10分程度放送していた。

  - 「紗綾のいきものがたり」
    - 桂紗綾の出演曜日変更を機に開始されたコーナーで、11:15頃から5分程度放送。愛犬家の桂がリスナーからのペットにまつわるメールを紹介しながら、動物が苦手な三代澤にペットと暮らす楽しさを教えていた。レギュラーを降板してからも、パートナー代理を務める場合に「帰ってきた紗綾のいきものがたり」として放送。

  - 「みよちゃんのよりそう・ささえる 介護の時間」（11:05頃から10分程度）
    - パナソニックエイジフリーサービスの1社提供コーナーとして、2015年10月から放送。三代澤が介護の現場や関係者を取材したうえで、その模様を報告する。また、月に1回のペースで、ケアマネジャーが出演。介護にまつわるリスナーからの質問に答える。

  - 「ゆかりのペラッペラ イングリッシュ」（11:15頃から5分程度。2018年4月から）
    - 2020年東京オリンピックに向けて実践的（日本人にありがちな過度の低姿勢ではなく、毅然とした態度を取るという意味合い）な英会話を紹介。『喜多・西森のゆかいな金曜日!』でも、喜多が産前産後休暇へ入るまで「ゆかりのゆかいなイングリッシュカフェ」というタイトルで継続していた。

### じゃんけんレンジャー
リスナー参加のじゃんけんコーナー。リスナーに電話をつなぎ、電話越しにじゃんけんをする。リスナーが勝てば1万円がもらえる。あいこの場合は再度じゃんけん。またリスナーがうっかり先出ししても番組側が手を変えることはしない。
コーナーのオープニングでは、スーパー戦隊シリーズの主題歌調のメロディーに乗せて、三代澤がテーマソングを歌うことが特徴。当番組の携帯サイトでは、「着うた」用に編集した音声ファイルのダウンロードが可能になっている。三代澤の休演期間中にもパーソナリティの代理者が進行するため、同僚のアナウンサー（特に堀江）が代演する場合には、テーマソングの歌声も聞きどころになっている。
当初は「じゃんけんQちゃん」の名称で、九官鳥「Qちゃん」の音声とじゃんけんをしていた。しかしQちゃんが行方不明になった（後述）ことに伴い、じゃんけんKINGに変更された。
じゃんけんKINGでは「じゃんけんキング」というキャラクターを登場させ、応募したリスナー参加者を電話でつないで、じゃんけんをしていた。「じゃんけんキング」は正体を一切公表せず、番組に寄せるメッセージの片隅に「じゃんけんキングの正体はこの人ではないか」とメッセージ等で答え正解したリスナーにだけ、ラジオを通して「正解～!」と三代澤が伝えていた。リスナーにとっても、その「謎」の正体を明かすことが一つの楽しみとなっていた。
しかし、当時の後枠番組であった『征平・吉弥の土曜も全開!!』（現在も放送中）のパーソナリティ・桂吉弥が、そんな事情を知らないまま、同番組内で正体を暴露してしまった。このため「じゃんけんキング」はお蔵入りとなり、後継キャラクター「じゃんけんレンジャー」となった。
土曜日時代は9時台にリスナーと電話をつないでいた。平日帯番組への変更当初は、1日1回、放送時間中に不定期に挿入する形となった。出演希望のリスナーは時間帯を指定して申し込み、希望時間帯ごとに抽選を実施する。開始時間はその後、午前10時50分頃からに固定された。 2020年の10月改編では番組自体の大幅なリニューアルはなかったものの、じゃんけんレンジャーの時間帯がこれまでの10時25分頃から、11時台の交通情報の後（11時40分〜11時45分頃）に移動した。
平日放送の初期は、「じゃんけんレンジャー」が勝った場合、翌日へ賞金を持ち越すことはなかったが、朝日放送の聴取率週間「14（ジューシー）デイズ」で賞金持ち越しを実施したところ、好評だったため、2009年12月21日放送分より、持ち越し制度を正式に導入した。
2011年には、東日本大震災の影響で、発生直後（3月14日）の放送から当コーナーを休止。10月から再開した。再開後は持ち越し制度がなくなり、挑戦者（リスナー）が敗れた場合も翌日の賞金は1万円となっている。
挑戦者はコーナー開始からの2〜3分間はパーソナリティの三代澤（と曜日別パートナー）とお喋りができる。お喋りの内容はテーマソングの歌詞にあるように、仕事や家族の話、近況報告、時事的な話題やスポーツの話題など自由である。挑戦者が自営業の場合はお店の宣伝を兼ねて挑戦するリスナーもいる。また挑戦者がエリア外のリスナーの場合は、現地の様子や番組との出会いを聞かれることもある。
なお、ABCテレビの制作で2022年1月から3ヶ月間放送されていた『錦鯉の泳いでいくゼ!』（前年のM-1グランプリでチャンピオンに輝いた錦鯉にとって初めての冠レギュラー番組）では、メンバーの長谷川雅紀・渡辺隆がABCラジオ本社スタジオでの収録へ臨んだ際に、当番組と『サニー・フランシスのマサララジオ』を宣伝するラジオCMを収録する企画を実施。この企画に臨むまで当番組の存在を知らなかった2人が当番組と「じゃんけんレンジャー」を紹介するCMが、2022年の1月下旬から3月までABCラジオのスポットCM枠で頻繁に流れていた。このCMには、通常版のCMにおける三代澤と同様に、長谷川が「じゃんけんレンジャー」のテーマソングの一節を歌った音源も組み込まれている。
2024年4月11日（木曜日）放送分の当コーナーには、「和歌山県上富田町に住む女性」と称して、同町出身の坂本冬美（三代澤と親交が深く当番組のスタジオにも「ゲスト」として数回招かれている演歌歌手）が東京から仮名で電話出演。三代澤が3日後の4月14日（日曜日）に64歳の誕生日を迎えることへの「前祝い」を兼ねたサプライズ出演で、坂本がじゃんけんで勝利した場合には、他の挑戦者と同じ賞金（実際には1万円分のQUOカード）を坂本へ贈ることを予定していた。坂本は正体を明かした後に1回の勝負だけで敗れたものの、三代澤に対して「『ほろ酔い満月』（同月2月21日リリースの楽曲）のPRを兼ねて製作したQUOカードをリスナーへのプレゼント用に提供したい」と申し出たため、三代澤はこの申し出を快諾。また、坂本が敗れたことに伴う賞金の持ち越し措置は、翌週（4月16日＝月曜日以降）の挑戦者に適用されている。

## 過去のコーナー

### 土曜版
- トヨタ街かどお天気交差点 - スポンサーであったトヨタとのスポンサー契約終了と共に「街かどお天気交差点」のコーナー名がなくなり、ABC天気予報となった。
- ドッキリ!ハッキリ!アンケート
- ふっくら福井 - 福井放送のアナウンサーが、生電話を通じて福井県の情報を紹介。
- 話のハイウェイ
- 三代澤課長営業中!

#### みよちゃん食べて 出前モーニングサービス
当番組への出演を希望するリスナーが三代澤のために作った朝食を、生放送中のスタジオに届けるとともに、三代澤とフリートークを展開するコーナー。土曜版でのメインコーナーの一つであった。ただし、放送週によっては、道上洋三（2006年9月30日）、清水次郎・山崎美和夫妻（2007年1月6日）、吉元規子・中島和恵（日本道路交通情報センターアナウンサー、2007年4月21日）、桂雀々（2007年5月19日）、コング桑田（2007年6月30日）、河島あみる（2007年12月8日）、桂吉弥（2007年12月15日）、姿月あさと（2008年5月17日）、秋吉英美（2008年10月11日）、高田郁（時代小説作家、2009年6月13日）などの著名人やアナウンサーが出演。平日版でパートナーとなる足立も、初回と最終回に登場している。
平日版へ移行後は、レギュラーコーナーとして放送していない。しかし、土曜版からの流れで、三代澤が放送中にリスナー（主にパン・和洋菓子などの飲食店関係者）から差し入れをもらうことがある。その場合には、エンディング5分前あたりに、『出前モーニングサービス』として当コーナーを復活させる。『じゃんけんレンジャー』に出場したリスナーや、メッセージを紹介されたリスナーが、お礼として差し入れを提供することも多い。
コーナージングルは『くまのプーさん』の挿入歌「はらぺこおなか」の最初と最後をつなぎ合わせて、最後に「みよちゃん食べて」という年配女性の声を付け加えたもの（2017年8月30日放送分の「カップヌードル、どん兵衛、U.F.O.を水で調理しても美味しいか?」という企画で久しぶりに流れた）。

### 平日版
- ドキハキ・エンターテイメント - 13:20まで放送されていた2010年3月まで、12時台に設けられていたコーナー。最新の芸能情報などを取り上げていた。当コーナーの廃止後は、主に「みよスポ」で紹介。
- 日本列島ほっと通信 - 2010年3月まで12:50頃に内包していたTBSラジオ制作・JRN全国ネットの10分番組。当番組の放送枠を短縮した同年4月以降は、放送枠を「ABCパワフルアフタヌーン」（当番組の後枠）内の14:30頃に移動した。2012年3月20日で番組を終了。
- アステラス製薬 健やかライフ 月～金曜日11:50頃（2009年7月 - 2010年3月）→11:43頃（2010年4月 - 2017年3月）
  - 2001年4月から朝日放送ラジオで放送されていた事前収録の健康情報番組で、前身番組『全力投球!!妹尾和夫です』に続いて内包。当番組平日版の放送を機に、三代澤と桜井ういよが出演するようになった。当コーナーのみ、山陽放送でも時差ネットを実施。
  - 2017年3月31日で放送を終了。翌週（4月3日）からは、「話のひき出し」をこの番組の時間帯へ移動させている。

#### 中継コーナー
2009年7月から2010年3月までは、『全力投球!!妹尾和夫です』に続いて、中継リポートのコーナーも設定。ただし、コーナーの名称を特に決めていなかった。
リポーターについては、『全力投球!!妹尾和夫です』時代からの堀友理子（火曜日担当、出演当時は朝日放送アナウンサー）・乾麻梨子（水曜日担当、同局アナウンサー）に加えて、「アステラス製薬 健やかライフ」でもアシスタントを務める桜井が月曜日を担当。放送直前に番組から出された課題について、放送中に調査・リポートを実施していた。

#### あっちこっちハウジング
『全力投球!!妹尾和夫です』時代から唐川満知子の出演で、金曜日の11時台に放送された大阪ガス1社提供の生中継コーナー。関西地区各地の住宅展示場から、唐川がリポートを入れていた。2012年3月で終了した後は、スタジオから前述の「ドキハキ　くらしの大事典」を放送している。

#### ドキハキテレフォン!ハイ＆ロー
2011年4月から同年9月まで放送された電話によるリスナー参加企画。参加するリスナーは、電話を通じて三代澤と自由にやり取りした後で、「上か下か」を答える「ハイ＆ロー」のクイズに挑戦。（リスナーが）正解した場合には、「ドキハキロイヤルボックス」が進呈されることになっていた。「ロイヤルボックス」については、当初中身を伏せられていたが、2011年4月15日の放送でアクシデントから中身がわかった。
コーナー開始初日は、リスナーからの応募が無かったので、朝日放送の番組と縁の深い芸能人（桂ざこばや松村邦洋）が挑戦。また、参加したリスナーには、不正解の場合でも記念品が贈られた。

## エンディングテーマ曲
以前のエンディング曲は、南こうせつの「LOVE & PEACE」。
元々この曲は、三代澤が当時司会をしていた朝日放送テレビ夕方の生活情報番組『わいど!ABC』（2004年4月～2004年9月まで放送）のテーマミュージックだった。その後『わいど!-』が終了した後、『ドッキリ!ハッキリ!-』がスタートし、エンディング曲となった。三代澤は学生時代からこうせつの追っかけをしていくらいのファンで、以前から交流があった。2014年4月9日の放送では、こうせつが大規模野外ライブ『サマーピクニック』（大阪万博記念公園 東の広場にて同年9月27日開催）の開催発表をしに、オープニングと「今日のスペッシャル」にゲスト出演した。

## 特別番組・企画・イベント

### 特別企画『拝啓、50の君へ…』
三代澤が2010年4月14日に50歳を迎えるのに合わせ、2010年4月12日から4月16日までの一週間、番組内のコーナー『リラックスタイム』枠で50歳にまつわるお便りを紹介していた特別企画。リスナーからの50歳の思い出や50歳になる自分に宛てたメッセージが番組内で紹介された。

### 特別企画『サロマ湖100kmウルトラマラソン』応援月間
朝日放送テレビの番組『ごきげん!ブランニュ』の企画で、2010年6月27日に北海道で開催された『サロマ湖100kmウルトラマラソン』に、同番組準レギュラーでもある三代澤が挑戦した。これに合わせて『ドキハキ』でも、同年5月31日-6月25日まで『がんばれ!みよちゃん・サロマ湖100kmウルトラマラソン応援月間』を実施。三代澤自筆の『人生最大の挑戦』タオルプレゼントやタイムあてクイズなどをおこなった。また、開催翌日の6月28日は三代澤が北海道北見市の『コンフォートホテル北見』から前日の様子を含めて放送した（当日パートナーの桂紗綾は大阪のスタジオから放送）。

### クラシックコンサート『三代澤康司のドッキリ!ハッキリ!クラシックです!』
ザ・シンフォニーホール（2013年末まで朝日放送が運営していたアリーナ型クラシックコンサート専用ホール）とのコラボレーション公演として、平日版へ移行した2009年から年に1～2回のペースで同ホールで開催。当番組が放送されない土曜日に開かれるため、三代澤が司会として出演する。
公演のサブタイトルに「大人のための～入門」（～は著名な作曲家か名曲のタイトル）が付くことが特徴で、大阪交響楽団（第1回の「大人のためのチャイコフスキー入門」のみ大阪シンフォニカー交響楽団）が管弦楽を演奏。2012年9月15日開催の「大人のための“第九”入門」では、在阪他局が毎年12月に大阪で開催する同種のコンサートと同じ形式で、番組で募集・抽選したリスナー50名と三代澤による「ドキハキ特別合唱団」が練習を重ねた末に“第九”の合唱を披露した。

### ドキハキ株主総会
前述の「ABCラジオまつり」におけるステージ企画として、2011年から不定期で開催。1年間の放送内容やイベントを振り返りながら、「株主」（リスナー）から当番組に寄せられた意見や提案を可能な限り紹介する。
2012年11月18日の「ABCラジオまつり」では、当初出演を予定していた牧野が前日に急逝したため、企画の一部を変更。同局では、会場内の3ヶ所に牧野の写真や花を置いたり、イベント出演者がお悔やみの言葉を述べたりすることで弔意を示した。

### 『上方落語をきく会』をプロデュース
2019年2月10日（日曜日）に開催された『第117回上方落語をきく会』（ABCラジオでも大半の演目を生中継）は、昼の部を「『ドッキリ!ハッキリ!三代澤康司です』プロデュース」というコンセプトで放送。昼の部では、元パートナーの桂紗綾が高座で「開口一番」（オフエア扱いの前座）、木曜パートナーの南天が「中トリ」を務めた。昼の部と夜の部の幕間で放送された「上方落語若手噺家図鑑」では、水曜パートナーの熊谷が、笑福亭鉄瓶（昼の部本編トップバッター）と共に進行役を担当した。

### 三代澤・山田の背水の陣～TITAN（タイタン）への道～
三代澤と山田は、前述した縁から、山田のレギュラーパートナー起用を機に漫才コンビ「こうせつ市場」を結成。ABCラジオのイベントや火曜日の放送内でたびたび漫才を披露したことをきっかけに、2019年7月30日からトークイベントを定期的に開催している。開催場所は朝日放送本社リバーデッキ内のイベントスペースで、同月30日の第1回を皮切りに、9月から月1回のペースで使用。漫才やトークに加えて、山田の十八番である「ひとり語り」も披露される。
開催の動機やイベントタイトルの「背水の陣～TITAN（タイタン）への道～」は、タイタン（普段からラジオを通して親交のある爆笑問題の所属事務所）への所属を目指していること、三代澤自身が朝日放送テレビの定年（2020年）を控えて「後がない（背水の）」状態であること、イベント会場が堂島川を"背"にしたリバーデッキであることなどに由来している。
なお、2019年11月には三代澤の作詞・山田の作曲で「青春がとまらない」という楽曲を制作。同月17日（日曜日）開催の「ABCラジオまつり」で初めて披露されると、2日後（19日＝火曜日）には当番組で初めて流された。上記のイベントでも、同月開催分の第4回から歌唱している。

### 特別番組『コロナとラジオ　～今こそ、”いつも”を守るために～』（2020年6月）
ABCラジオでは、新型コロナウイルスへの感染が拡大している2020年に、『コロナとラジオ　～今こそ、”いつも”を守るために～』（三代澤の進行による事前収録のドキュメンタリー）を6月13日（土曜日）の18:00 - 19:00に放送。同局における年頭から半年間の動きを、この期間に当番組で紹介したリスナーからのメッセージの再読、この期間に当番組で放送していた特別企画の収録音源、以下の生ワイド番組のメインパーソナリティ（いずれも放送時点）へのインタビュー、三代澤自身が番組のテーマソングに選んだ『オリジナルスマイル』（SMAP）の放送などを交えながら紹介した。
- 道上洋三（『おはようパーソナリティ道上洋三です』、4月20日から5月22日まで自宅からスカイプ経由で出演）
- 桑原征平（『桑原征平粋も甘いも』『征平・吉弥の土曜も全開!!』、4月18日の『土曜も全開!!』から5月27日の『粋も甘いも』まで自宅からスカイプ経由で出演）
- 上沼恵美子（『上沼恵美子のこころ晴天』、朝日放送ラジオからの要請で4月13日から5月25日まで休演）
- 増田英彦（ますだおかだ、『よなよな…』火曜日、4月21日から6月2日まで自宅からスカイプ経由で出演）

ちなみに当番組でも、新型コロナウイルス感染拡大への防止策として、4月下旬から1ヶ月ほどパートナーが自宅からスカイプ経由で全編に出演。この期間には、三代澤が1人でスタジオから進行していた。

### ライブコンサート『ドッキリ!ハッキリ!三代澤康司です　presents　LIVE青春が止まらない』（2020年9月）
『三代澤・山田の背水の陣～TITANへの道～ 』からの派生イベントとして、2020年9月22日（火曜日・秋分の日）の当番組本番終了後（15:00）から大阪城ホールで開催。新型コロナウイルスへの感染拡大の影響で（『TITANへの道』をはじめ）エンタテイメント関連のイベントが軒並み中止・延期に追い込まれている状況で、「ラジオ発で何かできないか?」との思いに至った三代澤と山田が、大ファンの南こうせつに番組主催イベントへの出演を打診したことをきっかけに、全席指定の有料コンサートが実現した。
また、「（前述した）こんな状況だからこそ（好きなアーティストの）ライブを生（ホール）で聴きたい!」という三代澤の呼び掛けに賛同した馬場、イルカ、森山良子、杉山清貴、押尾コータローも参加。イルカは、ゲストとして当番組へ電話で出演した際に三代澤から参加をいきなり打診されたところ、すぐに快諾した。
ちなみに、三代澤と山田は「こうせつ市場」名義でMCを担当。コンサートのタイトルにも入っている『青春が止まらない』を大阪城ホールで初めて歌ったほか、コンビ結成当初からの悲願である「南の前で新作の漫才を（2本）披露する」というステージ企画にも挑んだ。三代澤が大阪・山田が東京を拠点に活動している関係で、「こうせつ市場」としての稽古（ネタ合わせ）の機会が限られていることから、当番組ではコンサートの開催を前に「公開ネタ会議」を実施。twitterの番組公式アカウントを通じて、漫才に盛り込めそうな「ボケ」をリスナーから募集したうえで、その一部を新作の漫才へ盛り込んだ。さらに、本番の当日には、三代澤曰く「日常生活で本当に使える物」（マスクや折り畳み式のエコバッグなど）をコンサートグッズとして同ホールで販売。当番組自体も、非公開ながら大阪城ホールから全編生放送を実施したほか、コンサートの模様を収録した音源の一部を翌23日（水曜日）、「こうせつ市場」が披露した2本の漫才のノーカット音源を29日（火曜日）に流している。

### 2022年元日特番 「ドッキリ!ハッキリ!三代澤康司です お正月だよ全員集合スペシャル～未来予想でホンマ・ミーア!～」
2022年1月1日の14:00 - 15:55に事前収録形式で放送した特番。同番組では三代澤とそのパートナー4人の5人が、前年秋のメンバー交代以来初めて一堂に会して、彼らの未来像を語り合うほか、同志社女子大学教授・影山貴彦（毎日放送出身で、同大学出身の桂紗綾も授業を受けたことがある）にも、ラジオの未来像についてのインタビューを行った。
2023年元日も事前収録特番「ドッキリ!ハッキリ!三代澤康司です～うさぎも聞き耳立てる? 話のおせち豪華五段重～」を10:00 - 12:00に放送した。

## 書籍
『三代澤康司のドッキリ!ハッキリ!クラシックです♪PRESENTS　大人のためのクラシック入門書』（2013年2月20日初版刊行、プラネットバルン、ISBN 978-4990584559）
前述「大人のための“第九”入門」への完全密着取材を中心に、「ドッキリ!ハッキリ!クラシックです」の全公演（7公演）の模様や、三代澤と佐渡裕（指揮者）による対談などを所収。「大人のための“第九”入門」の本番音源を収めたCDを、付録として封入している。

## コラボレーション企画
- 2011年10月には、京阪電気鉄道とのタイアップ企画として「ノンストップ京阪特急」（同年から春季・秋季の土曜日および休日に京阪本線の七条駅 - 京橋駅で運行している直通快速特急列車）の愛称を募集[26] したところ、愛称が「洛楽（らくらく）」と決定。決定後初の運行になった2012年3月24日（土曜日）には、三代澤が初発列車で特別に「車掌」を務めた[27]。
  - 2014年には、さらに大がかりなコラボレーション企画を実施[28]。4月5日（土曜日）には、三代澤が車掌を務めるリスナー向けの団体貸切ノンストップ特急「宇治・伏見ドキハキエキスプレス」を、京阪本線の淀屋橋駅 から宇治駅までの片道で特別に運行。2月19日（水曜日）の放送では、特急への乗車を希望するリスナー100組（200名）の募集を開始したほか、「中之島けい子」という名前で当時同社のイメージキャラクター（5代目おけいはん）を務めていた畦田ひとみをゲストに迎えた[29]。
  - 2016年3月18日からは、琵琶湖疏水観光キャンペーンの一環として、当番組とのタイアップ企画を実施。三代澤を旅客誘致ポスター・キャンペーンのナビゲーターに起用した[30] ほか、5月17日から2017年3月31日までの期間限定で、三代澤および「エビシー」（朝日放送のステーションキャラクター）の写真などを用いた当番組のラッピング列車（600形607-608編成）を京阪石山坂本線で定期的に運行している[31]。
- 平日版の開始当初から2017年9月26日まで火曜日のパートナーを務めた足立の本業が料理研究家であることから、2012年度から2年間は秋、2014年度からは1月下旬から2月に、足立の監修でびっくりドンキーの店舗・数量・期間限定メニューを開発。いずれも、足立が出演する火曜日を提供開始日に設定している。なお、当番組では提供期間中に、リスナーがコラボレーションメニューを食べた感想を随時紹介。「市場調査」と称して、三代澤が複数の提供店で実食した模様も伝える。足立が降板した2018年にも企画を継続。
  - 2012年には「ドキハキ! 牛肉とキノコの和風ハンバーグ」を提供[32]。当初は2012年10月24日で提供を終了する予定だったが、予想以上に注文件数が多かったことから、提供期間を同月31日にまで延長した。当番組の公式サイトでは、足立の意向で、提供期間の終了直後（2012年11月6日）から ハンバーグのレシピ を公開している。
  - 2013年には、10月15日から11月19日まで「ドキハキ! 浪花紅しぐれハンバーグ」を近畿2府4県および岡山県・香川県内の67店舗で提供した[33]。
  - 2014年2月には、朝日放送ラジオと同じJRN系列局のRKB毎日放送（RKBラジオ）の生ワイド番組『ホークス花の応援団』でも、福岡県内の店舗向け期間限定メニューとして「白星ハッスル!!ベジバーグ」を開発[34]。提供開始前日の同月12日（水曜日）には、『ドキハキ』の本番を終えた三代澤が、福岡への移動を経て『ホークス花の応援団』にもゲストで出演した[35]。
  - 2015年には、1月27日から2月末まで、「ドキハキ! 冬のごちそうスペシャル」（2種類）[注釈 29]を近畿2府4県および香川県内の店舗で提供した。
  - 2016年には、「骨を元気に!」というテーマで、1月26日から2月末まで「ドキハキ! 冬のごちそうスペシャル2016」（2種類）を近畿2府4県および香川県内の店舗で提供した[注釈 30]。
  - 2017年には、「おなかにはたらく乳酸菌」というテーマの下で、ヨーグルトをソースに用いたバターチキンカリー風のハンバーグをベースに「ドキハキ! 冬のごちそうスペシャル2017」（2種類）をプロデュース。2月7日から、近畿2府4県および香川県内の店舗で提供している[注釈 31]。
  - 2018年には、「ドキハキ!冬のごちそうスペシャル2018」（2種類）をプロデュース。当番組をAMとワイドFMで放送していることにちなんだ「FMタイプ」と「AMタイプ」を、1月24日から2月23日まで近畿2府4県および香川県内の店舗で提供している[注釈 32]。
- 2019年には、料理好きでカレーへのこだわりが特に強い三代澤の発案をきっかけに、「ホンマ・ミーアカレー」と称するイタリアン風味のレトルトカレーを開発。同年6月の「ABCラジオ　スペシャルウィーク」期間中に、希望するリスナーに数量限定で提供した。このプレゼントに応募が殺到したことや、「スペシャルウィーク」終了後もリスナーから商品化のリクエストが相次いだことを受けて、当番組では「ホンマ・ミーアカレー」の商品化や販売に協力できる企業を公募。その結果、カッパ・クリエイトが「かっぱ寿司」ブランドで展開している関西圏の店舗（翌2020年1月上旬時点で46店）の半数以上（27店）で、同月14日（火曜日）から販売を開始した。販売価格は1箱につき550円（消費税込み）で、オリジナルステッカーを1枚ずつ挿入。当初は、同社が用意している数量分が完売するまで、対象店舗の店頭のみで販売する予定だった[36]。実際には、用意していた数量を1月中に売り切ったものの、2月上旬から再発売へ踏み切っている。
  - 「ホンマ・ミーアカレー」が長きにわたって人気を博していることを背景に、2021年の1・2月には「みよさわやすし（寿司）」（2月2日の節分に向けた関西エリア限定のコラボレーション企画）を展開。カッパ・クリエイトから「かっぱ寿司関西エリア担当店長」に任命された三代澤の監修による（持ち帰り専用商品を含めた）スペシャルメニュー（「トルティーヤ巻き寿司」「ド田舎巻き」など）を、1月28日（木曜日）から2月中まで関西エリアの46店舗で販売している。